# Lední hokej na Zimních olympijských hrách 2014 – kvalifikace ženy
Kvalifikace na olympijský turnaj ledního hokeje žen 2014 rozhodla o zbylých dvou účastnících turnaje.

## Kvalifikované týmy
| Událost | Termín                         | Místo      | Počet míst | Kvalifikováni                       |
| --- | ------------------------------ | ---------- | ---------- | ----------------------------------- |
| Žebříček IIHF žen 2012, zahrnující výsledky z následujících akcí: Mistrovství světa v ledním hokeji žen 2009 Lední hokej na Zimních olympijských hrách 2010 – turnaj ženy Mistrovství světa v ledním hokeji žen 2011 Mistrovství světa v ledním hokeji žen 2012 | 4. dubna 2009 – 14. dubna 2012 | Burlington | 5          | Kanada USA Finsko Švýcarsko Švédsko |
| Turnaj hlavní kvalifikace – skupina C | 7.–10. února 2013              | Poprad     | 1          | Japonsko                            |
| Turnaj hlavní kvalifikace – skupina D | 7.–10. února 2013              | Weiden     | 1          | Německo                             |
| Hostitelská země |                                |            | 1          | Rusko                               |
| CELKEM |                                |            | 8          |                                     |

^Burlington byl místem konání MS žen 2012, tedy události, ve které bylo rozhodnuto o nasazení, resp. přímém postupu na OH.

## Přímý postup na OH
Aby se země přímo kvalifikovala na olympijský turnaj bez nutnosti hrát kvalifikaci, musela se v žebříčku IIHF vydaném po MS 2012 umístit mezi nejlepšími 5 týmy (přímo se kvalifikovala také hostitelská země). Poslední mistrovství mělo bodovou váhu 100%, zatímco každý předchozí rok měl hodnotu o 25% nižší.
Následující žebříček je aktuální ke dni skončení MS žen 2012.
|  | Přímo kvalifikováni na OH 2014                                |
|  | Postupuje na OH jako hostitelská země                         |
|  | Nepostupuje přímo na OH, musí absolvovat kvalifikační turnaje |

| Poř. | Tým            | MS 2012 (100%) | MS 2011 (75%) | OH 2010 (50%) | MS 2009 (25%) | Bodů |
| ---- | -------------- | -------------- | ------------- | ------------- | ------------- | ---- |
| 1.   | Kanada         | 1200           | 870           | 600           | 290           | 2960 |
| 2.   | USA            | 1160           | 900           | 580           | 300           | 2940 |
| 3.   | Finsko         | 1100           | 840           | 560           | 280           | 2780 |
| 4.   | Švýcarsko      | 1120           | 780           | 530           | 255           | 2685 |
| 5.   | Švédsko        | 1060           | 795           | 550           | 275           | 2680 |
| 6.   | Rusko          | 1040           | 825           | 520           | 265           | 2650 |
| 7.   | Slovensko      | 1000           | 765           | 500           | 235           | 2500 |
| 8.   | Německo        | 1020           | 720           | 460           | 230           | 2430 |
| 9.   | Kazachstán     | 860            | 750           | 480           | 260           | 2350 |
| 10.  | Norsko         | 940            | 705           | 450           | 225           | 2320 |
| 11.  | Japonsko       | 920            | 645           | 470           | 250           | 2285 |
| 12.  | Česko          | 960            | 630           | 440           | 215           | 2245 |
| 13.  | Čína           | 820            | 660           | 510           | 245           | 2235 |
| 14.  | Lotyšsko       | 880            | 690           | 420           | 205           | 2195 |
| 15.  | Rakousko       | 900            | 675           | 390           | 220           | 2185 |
| 16.  | Francie        | 800            | 615           | 430           | 210           | 2055 |
| 17.  | Velká Británie | 780            | 570           | 410           | 195           | 1955 |
| 18.  | Itálie         | 740            | 585           | 400           | 190           | 1915 |
| 19.  | Dánsko         | 840            | 600           | -             | 185           | 1625 |
| 20.  | Slovinsko      | 640            | 495           | 370           | -             | 1505 |
| 21.  | Nizozemsko     | 760            | 540           | -             | 180           | 1480 |
| 22.  | Chorvatsko     | 620            | 480           | 380           | -             | 1480 |
| 23.  | Maďarsko       | 700            | 510           | -             | -             | 1210 |
| 26.  | Jižní Korea    | 580            | 435           | -             | -             | 995  |
| 28.  | Polsko         | 600            | 375           | -             | -             | 975  |
| 30.  | Španělsko      | 580            | 360           | -             | -             | 940  |

## Kvalifikace o postup na OH
V následujících kvalifikačních skupinách se utkalo celkem 20 zemí o 2 místa zajišťující účast na finálovém turnaji v ledním hokeji žen na Zimních olympijských hrách 2014.

### Kvalifikace do předkvalifikace
Kvalifikace do předkvalifikace se hrála ve dvou termínech:
- skupina H od 27. do 30. září 2012 v polském Jastrzębie-Zdrój
- skupina G od 12. do 14. října 2012 ve španělské Barceloně

Dánsko a Slovinsko (tj. země na 19. a 20. místě v ženském žebříčku IIHF 2012) se vzdali pořadatelství. Vítězové obou skupin postoupili do předkvalifikace.

#### Skupina G
| Tým        | Z | V | VP | PP | P | GV | GI | +/-  | B |
| ---------- | - | - | -- | -- | - | -- | -- | ---- | - |
| Dánsko     | 3 | 3 | 0  | 0  | 0 | 30 | 4  | +26  | 9 |
| Maďarsko   | 3 | 2 | 0  | 0  | 1 | 18 | 6  | +12  | 6 |
| Španělsko  | 3 | 1 | 0  | 0  | 2 | 3  | 14 | − 11 | 3 |
| Chorvatsko | 3 | 0 | 0  | 0  | 3 | 3  | 30 | − 27 | 0 |

| 12. října 2012 16:00 | Maďarsko | 3:4 (2:1, 0:3, 1:0) | Dánsko | Pista de Gel Camp Nou, Barcelona |  |

| Report |

| 12. října 2012 20:00 | Chorvatsko | 1:2 (1:2, 0:0, 0:0) | Španělsko | Pista de Gel Camp Nou, Barcelona |  |

| Report |

| 13. října 2012 16:00 | Chorvatsko | 1:8 (0:0, 0:6, 1:2) | Maďarsko | Pista de Gel Camp Nou, Barcelona |  |

| Report |

| 13. října 2012 20:00 | Dánsko | 6:0 (2:0, 3:0, 1:0) | Španělsko | Pista de Gel Camp Nou, Barcelona |  |

| Report |

| 14. října 2012 16:00 | Dánsko | 20:1 (6:0, 5:0, 9:1) | Chorvatsko | Pista de Gel Camp Nou, Barcelona |  |

| Report |

| 14. října 2012 20:00 | Španělsko | 1:7 (0:2, 0:0, 1:5) | Maďarsko | Pista de Gel Camp Nou, Barcelona |  |

| Report |

#### Skupina H
| Tým         | Z | V | VP | PP | P | GV | GI | +/- | B |
| ----------- | - | - | -- | -- | - | -- | -- | --- | - |
| Nizozemsko  | 3 | 2 | 1  | 0  | 0 | 14 | 6  | +8  | 8 |
| Polsko      | 3 | 1 | 1  | 1  | 0 | 11 | 10 | +1  | 6 |
| Slovinsko   | 3 | 1 | 0  | 1  | 1 | 5  | 8  | – 3 | 4 |
| Jižní Korea | 3 | 0 | 0  | 0  | 3 | 4  | 10 | − 6 | 0 |

| 27. září 2012 16:00 | Nizozemsko | 5:2 (1:1, 1:1, 3:1) | Jižní Korea | Jastor Arena, Jastrzębie-Zdrój |  |

| Report |

| 27. září 2012 19:30 | Polsko | 4:3 (SN) (1:0, 0:1, 2:2) (P 0:0) (SN 1:0) | Slovinsko | Jastor Arena, Jastrzębie-Zdrój |  |

| Report |

| 28. září 2012 16:00 | Slovinsko | 2:0 (1:0, 0:0, 1:0) | Jižní Korea | Jastor Arena, Jastrzębie-Zdrój |  |

| Report |

| 28. září 2012 19:30 | Nizozemsko | 5:4 (PP) (1:1, 0:1, 3:2) (P 1:0) | Polsko | Jastor Arena, Jastrzębie-Zdrój |  |

| Report |

| 30. září 2012 13:00 | Slovinsko | 0:4 (0:1, 0:1, 0:2) | Nizozemsko | Jastor Arena, Jastrzębie-Zdrój |  |

| Report |

| 30. září 2012 16:30 | Jižní Korea | 2:3 (0:1, 0:0, 2:2) | Polsko | Jastor Arena, Jastrzębie-Zdrój |  |

| Report |

### Předkvalifikace
Předkvalifikace se hrála v termínu od 8. do 11. listopadu 2012. Přednostní právo na hostitelství jednotlivých turnajů měly týmy na 13. a 14. místě v žebříčku IIHF 2012 (Čína a Lotyšsko). Vítězové obou skupin postoupili do hlavní části kvalifikace.

#### Skupina E
Místo konání:   Šanghaj
| Tým            | Z | V | VP | PP | P | GV | GI | +/- | B |
| -------------- | - | - | -- | -- | - | -- | -- | --- | - |
| Čína           | 3 | 2 | 1  | 0  | 0 | 14 | 5  | +9  | 8 |
| Francie        | 3 | 1 | 0  | 2  | 0 | 13 | 8  | +5  | 5 |
| Velká Británie | 3 | 1 | 0  | 0  | 2 | 2  | 13 | −11 | 3 |
| Nizozemsko     | 3 | 0 | 1  | 0  | 2 | 7  | 10 | −3  | 2 |

Všechny časy jsou místní (UTC+8).
| 8. listopadu 2012 15:00 | Francie | 7:0 (1:0, 2:0, 4:0) | Velká Británie | S.U.S. Sport Complex, Šanghaj |  |

| Report |

| 8. listopadu 2012 19:00 | Čína | 5:2 (1:0, 1:1, 3:1) | Nizozemsko | S.U.S. Sport Complex, Šanghaj |  |

| Report |

| 9. listopadu 2012 15:00 | Francie | 3:4 SN (1:0, 1:2, 1:1) (Prodl.: 0:0) (SN: 0:1) | Nizozemsko | S.U.S. Sport Complex, Šanghaj |  |

| Report |

| 9. listopadu 2012 19:00 | Velká Británie | 0:5 (0:2, 0:2, 0:1) | Čína | S.U.S. Sport Complex, Šanghaj |  |

| Report |

| 11. listopadu 2012 15:00 | Nizozemsko | 1:2 (0:0, 1:0, 0:2) | Velká Británie | S.U.S. Sport Complex, Šanghaj |  |

| Report |

| 11. listopadu 2012 19:00 | Čína | 4:3 SN (0:3, 2:0, 1:0) (Prodl.: 0:0) (SN: 1:0) | Francie | S.U.S. Sport Complex, Šanghaj |  |

| Report |

#### Skupina F
Místo konání:   Valmiera 
| Tým      | Z | V | VP | PP | P | GV | GI | +/- | B |
| -------- | - | - | -- | -- | - | -- | -- | --- | - |
| Dánsko   | 3 | 3 | 0  | 0  | 0 | 8  | 2  | +6  | 9 |
| Rakousko | 3 | 2 | 0  | 0  | 1 | 10 | 3  | +7  | 6 |
| Itálie   | 3 | 1 | 0  | 0  | 2 | 4  | 10 | −6  | 3 |
| Lotyšsko | 3 | 0 | 0  | 0  | 3 | 3  | 10 | −7  | 0 |

Všechny časy jsou místní (UTC+2).
| 8. listopadu 2012 15:30 | Rakousko | 7:0 (1:0, 2:0, 4:0) | Itálie | Vidzeme Arena, Valmiera |  |

| Report |

| 8. listopadu 2012 19:30 | Lotyšsko | 1:4 (0:1, 0:2, 1:1) | Dánsko | Vidzeme Arena, Valmiera |  |

| Report |

| 9. listopadu 2012 15:30 | Rakousko | 0:1 (0:0, 0:1, 0-0) | Dánsko | Vidzeme Arena, Valmiera |  |

| Report |

| 9. listopadu 2012 19:30 | Itálie | 3:0 (1:0, 2:0, 0:0) | Lotyšsko | Vidzeme Arena, Valmiera |  |

| Report |

| 11. listopadu 2012 13:00 | Dánsko | 3:1 (0:1, 3:0, 0:0) | Itálie | Vidzeme Arena, Valmiera |  |

| Report |

| 11. listopadu 2012 17:00 | Lotyšsko | 2:3 (0:1, 1:2, 1:0) | Rakousko | Vidzeme Arena, Valmiera |  |

| Report |

### Hlavní kvalifikace
Hlavní kvalifikace byla hrána v termínu od 7. do 10. února 2013. Země v žebříčku IIHF po MS žen 2012 na 7. a 8. pozici měly přednostní právo tyto turnaje hostit (Slovensko a Německo). Vítězové obou skupin postoupili na OH.

#### Skupina C
Místo konání:   Poprad 
| Tým       | Z | V | VP | PP | P | GV | GI | +/- | B |
| --------- | - | - | -- | -- | - | -- | -- | --- | - |
| Japonsko  | 3 | 2 | 0  | 1  | 0 | 9  | 4  | +5  | 7 |
| Dánsko    | 3 | 1 | 1  | 0  | 1 | 4  | 7  | −3  | 5 |
| Norsko    | 3 | 1 | 0  | 1  | 1 | 9  | 9  | 0   | 4 |
| Slovensko | 3 | 0 | 1  | 0  | 2 | 5  | 7  | −2  | 2 |

Všechny časy jsou místní (UTC+1).
| 7. února 2013 14:00 | Norsko | 3 – 4 (1-0, 2-1, 0-3) | Japonsko | Zimní stadion Poprad, Poprad Návštěvnost: 314 |  |

| Report |

| 7. února 2013 18:00 | Slovensko | 1 – 2 (1-2, 0-0, 0-0) | Dánsko | Zimní stadion Poprad, Poprad Návštěvnost: 981 |  |

| Report |

| 8. února 2013 14:00 | Norsko | 1 – 2 sn (0-0, 1-0, 0-1, 0-0, 0-1) | Dánsko | Zimní stadion Poprad, Poprad Návštěvnost: 367 |  |

| Report |

| 8. února 2013 18:00 | Japonsko | 0 – 1 sn (0-0, 0-0, 0-0, 0-0, 0-1) | Slovensko | Zimní stadion Poprad, Poprad Návštěvnost: 1 183 |  |

| Report |

| 10. února 2013 14:00 | Dánsko | 0 – 5 (0-2, 0-2, 0-1) | Japonsko | Zimní stadion Poprad, Poprad Návštěvnost: 315 |  |

| Report |

| 10. února 2013 18:00 | Slovensko | 3 – 5 (0-3, 3-1, 0-1) | Norsko | Zimní stadion Poprad, Poprad Návštěvnost: 943 |  |

| Report |

#### Skupina D
Místo konání:   Weiden
| Tým        | Z | V | VP | PP | P | GV | GI | +/- | B |
| ---------- | - | - | -- | -- | - | -- | -- | --- | - |
| Německo    | 3 | 3 | 0  | 0  | 0 | 11 | 2  | +9  | 9 |
| Česko      | 3 | 1 | 1  | 0  | 1 | 9  | 6  | +3  | 5 |
| Čína       | 3 | 1 | 0  | 1  | 1 | 5  | 7  | −2  | 4 |
| Kazachstán | 3 | 0 | 0  | 0  | 3 | 2  | 12 | −10 | 0 |

Všechny časy jsou místní (UTC+1).
| 7. února 2013 16:00 | Kazachstán | 1 – 5 (0-3, 1-1, 0-1) | Česko | Weiden Arena, Weiden Návštěvnost: 300 |  |

| Report |

| 7. února 2013 19:30 | Německo | 3 – 1 (1-0, 0-1, 2-0) | Čína | Weiden Arena, Weiden Návštěvnost: 485 |  |

| Report |

| 8. února 2013 16:00 | Kazachstán | 1 – 2 (0-0, 1-2, 0-0) | Čína | Weiden Arena, Weiden Návštěvnost: 215 |  |

| Report |

| 8. února 2013 19:30 | Česko | 1 – 3 (1-1, 0-2, 0-0) | Německo | Weiden Arena, Weiden Návštěvnost: 1 104 |  |

| Report |

| 10. února 2013 14:00 | Čína | 2 – 3 sn (0-1, 0-0, 2-1, 0-0, 0-1) | Česko | Weiden Arena, Weiden Návštěvnost: 175 |  |

| Report |

| 10. února 2013 17:30 | Německo | 5 – 0 (1-0, 2-0, 2-0) | Kazachstán | Weiden Arena, Weiden Návštěvnost: 750 |  |

| Report |